# سفارة الولايات المتحدة في روسيا
سفارة الولايات المتحدة الأمريكية في موسكو هي بعثة دبلوماسية من الولايات المتحدة الأمريكية في الاتحاد الروسي. مجمع السفارة هو في منطقة Presnensky في وسط مدينة من موسكو. السفير هو جون هانتسمان جونيور.

## وصلات خارجية
- الرسمي.